# Bealbury
Bealbury – osada w Anglii, w Kornwalii. Leży 97 km na północny wschód od miasta Penzance i 314 km na zachód od Londynu.